# Pentaconta
Pentaconta – centrala telefoniczna elektromechaniczna rejestrowa oparta na wybierakach krzyżowych Pentaconta. Idea powstania systemu tego typu powstała pod koniec lat 50. XX wieku. Producentem central Pentaconta były francuskie towarzystwa Le Materiel Téléphonique (LMT) i Compagnie Generale de Constructions Téléphonique (CGCT). Nazwa pochodzi z języka greckiego - określa pojemność wybieraków krzyżowych (52).
System Pentaconta rozwijał się, a kolejne jego odmiany były oznaczane literami A, B, C.
Polska zakupiła licencję na system Pentaconta 1000C 28 września 1972 roku, a od 1974 roku łącznice PC 1000C były produkowane przez Zakłady Wytwórcze Urządzeń Telefonicznych. W roku 1977 wdrożono do eksploatacji centrale PC-GCI jako międzymiastowe/międzynarodowe w Warszawie, Gdańsku, Poznaniu i Krakowie.

## Odmiany central Pentaconta
| Typ                                                  | Rodzaj centrali          | Pojemność  | Pojemność          | Pojemność          |
| Typ                                                  | Rodzaj centrali          | numerów NN | łączy międzycentr. | łączy międzymiast. |
| ---------------------------------------------------- | ------------------------ | ---------- | ------------------ | ------------------ |
| Pentaconta PC1000C                                   | miejska                  | do 40 000  |                    |                    |
| Pentaconta                                           | miejska tranzytowa       |            | 8 000              |                    |
| Pentaconta PC-GCI                                    | międzymiastowa           |            |                    | 14 112             |
| Pentaconta PC-LNI                                    | zespolona (zintegrowana) | 20 000     |                    | 1 000              |
| Pentaconta 32 w układzie jednosekcyjnym              | wiejska                  | 128        | 1                  |                    |
| Pentaconta 32 w układzie dwusekcyjnym - jednoblokowa | wiejska                  | 768        | 1                  |                    |
| Pentaconta 32 w układzie wieloblokowym               | wiejska                  | 3840       | 1                  |                    |
| Pentaconta PC-UCM                                    | uproszczona wiejska      | 444, 888   |                    |                    |
| Pentaconta PC-CZ                                     | cząstkowa                | 1 000      |                    |                    |
| Pentaconta PC-AB                                     | abonencka                | 1 000      |                    |                    |
| Pentaconta PC-5B                                     | abonencka                | 24         |                    |                    |
| Pentaconta PC-7E13                                   | abonencka                | 52         |                    |                    |
| Pentaconta PC-7E28                                   | abonencka                | 104        |                    |                    |
| Pentaconta PC-7E32                                   | abonencka                | 156        |                    |                    |
| Pentaconta PC-18E                                    | abonencka                |            |                    |                    |
| Pentaconta PC-SAT                                    | koncentrator             | 740, 1 000 | 1                  |                    |

## Pentaconta PC1000C
Nazwa centrali pochodzi od pojemności bloku abonenckiego stanowiącego element ugrupowania łączeniowego centrali (1000 numerów), a symbol C jest oznaczeniem kolejnej odmiany centrali.

### Zasada działania

PC1000C - blok komutacyjny

Centrala Pentaconta 1000C w bloku komutacyjnym składa się z sekcji połączonych ze sobą szeregowo, na zasadzie pomocy wzajemnej. Pierwsza sekcja (SP) zbudowana jest z określonej liczby mostków, zwielokrotnionych wzdłuż drążków. Każdy z wybieraków sekcji SP jest połączony z określonym mostkiem sekcji drugiej (SS), tak że istnieje możliwość zestawienia połączenia od wejścia sekcji SP do wyjścia sekcji SS. W połączeniu wybieraków bez pomocy wzajemnej i zajęciu wszystkich dostępnych z wybieraka SP łączy międzysekcyjnych do wybieraków SS, powstaje tzw. blokada liniowa - połączenie nie może zostać zrealizowane ze względu na zajęcie wszystkich dróg połączeniowych. Aby zmniejszyć prawdopodobieństwo takiej sytuacji stosuje się połączenie wybieraków SP w taki sposób, że każda z grup sekcji SP ma dostęp do pozostałych grup sekcji SP (łącza pomocy wzajemnej). Dzięki temu w przypadku braku wolnego łącza międzysekcyjnego w obrębie danej grupy SP, połączenie realizowane jest przez inną grupę SP i dalej docelowo do wybieraka grupy SS.
Schemat blokowy centrali zawiera następujące bloki:
- stopień abonencki (ESL) - proces szukania liniowego (preselekcja), proces wybierania liniowego (selekcja liniowa), proces selekcji grupowej, cechowniki (ML), zespoły przekaźników wspólnych (RC), zespoły przekaźników cechujących (RM),
- stopień grupowy (EGSD) - sekcje SP i SS, 2 cechowniki (MG), zespół przekaźników cechujących (RM),
- zwrotniki rejestrowe (JE),
- zespoły połączeniowe lokalne (AL),
- translacje wyjściowe (JD),
- translacje przyjściowe (JA),
- szukacz rejestrów abonenckich (CE),
- rejestr abonencki (ED),
- dołączniki preselekcji (CP),
- dołączniki selekcji (CS),
- przelicznik (TR),
- nadajnik kodu wieloczęstotliwościowego (ENV MF),
- nadajnik kodu dziesiętnego (ENV SxS),
- układ dołączający (LAC).

#### Blok liniowy
Składa się z sekcji SP (pierwszej) i ST (końcowej). Sekcja SP to maksymalnie 11 grup 22-mostkowych. Sekcja ST to 14 grup 22-mostkowych. Sekcja SP spełnia 3 funkcje: szukacza wywołań (CA), mostków przedostatnich (SC), mostków pomocy wzajemnej (SE).
Pole mostków SP ma 52 wyjścia: 42 łączy się z sekcją ST, 10 służy jako łącza pomocy wzajemnej.
Pojemność całego bloku to 74 wyjścia grupy ST * 14 grup = 1036, z czego 1000 wyjść to numery abonentów, natomiast pozostałe 36 to łącza nienumerowane (roboty badaniowe, aparaty wrzutowe).

#### Blok grupowy
Wielkość bloku zależna od pojemności centrali. 
Na przykład blok o 2080 wyjściach, to 6 grup sekcji SP. Z 52 wyjść pola wielokrotnego 40 łączy się z sekcją SS, 12 służy jako łącza pomocy wzajemnej. Pojemność całego bloku to 52 wyjścia grupy SS * 40 grup = 2080.

#### Blok szukacza rejestrów i układów dołączających
Rejestr abonencki (ED) włączany jest między blok liniowy a blok grupowy za pomocą zespołu zwrotników (JE) oraz jednosekcyjnego bloku szukacza rejestru (CE). Szukacz CE to wybierak o 12 mostkach i 13 drążkach. Do jego wejść podłączone są zwrotniki JE, a do wyjść 6 rejestrów abonenckich (ED). Blok szukacza (CE) łączy zwrotnik (JE) z rejestrem (ED) 10 przewodami.
Układy dołączające służą do przyłączenia nadajników kodów (ENV MF, ENV SxS) do rejestrów oraz translacji (JA) do rejestrów (EA).

#### Urządzenia sterujące
Rejestr abonencki (ED) - układ pamiętający numer abonenta wywoływanego (Abonent B), oraz przekazujący tę informację do innych zespołów centrali w czasie zestawiania połączenia. Numer ten jest odbierany przez układ zliczający impulsy sygnałów wybierczych lub układy dekodujące sygnał DTMF. Maksymalna długość numeru to 14 cyfr. Rejestr analizuje pierwszą lub pierwsze dwie cyfry numeru wybieranego, by określić cechy połączenia (miejscowe, międzymiastowe, numer alarmowy, itd.). 
Cechownik (ML) dostarcza informacji o kategorii abonenta wywołującego (Abonent A) w czasie preselekcji.
Przelicznik (TR) analizuje tzw. kod kierunku - cyfry (jedna do czterech) określające wiązkę łączy międzystopniowych lub wiązkę łączy międzycentralowych. Możliwe jest wyznaczenie jednego ze 100 kierunków (w obrębie centrali lub na zewnątrz).

#### Sygnały sterujące centrali
- Kod 2 z 5 - napięcie pojawiające się na 2 z 5 przewodów łączących dwa urządzenia,
- Kod wieloczęstotliwościowy 2 z 6 - przesłanie informacji odbywa się przez nadanie w jednym czasie 2 spośród 6 częstotliwości w paśmie rozmównym (15 różnych sygnałów).

## Pentaconta PC-LNI
Nazwa centrali pochodzi od ang. Local-Nodal - centrala ruchu lokalno-węzłowego. Jest to centrala zespolona: miejscowo-międzymiastowa.

## Pentaconta PC-GCI
Nazwa centrali pochodzi od fr. Grand Centre Interurbain - centrala międzymiastowa.

## Pentaconta 32
Nazwa centrali pochodzi od minimalnej liczby łączy abonenckich (32), które mogą zostać podłączone. Liczbę łączy uzyskuje się z 7-drążkowego wybieraka Pentaconta. Centrale o pojemności 32 do 128 abonentów mają układ jednosekcyjny. Dla central wiejskich o pojemności powyżej 128 abonentów wprowadzone zostały wersje z drugą sekcją. Pozwalało to uzyskać 24 * 32 = 768 łączy (numerów oraz łączy międzycentralowych). Z kolei zwiększenie liczby bloków centrali pozwalało uzyskać aż do 5 * 768 = 3 840 łączy.

## Pentaconta PC1000C-rural
Jest to odmiana systemu PC1000 uwzględniająca specyfikę central wiejskich.

## Dane techniczne
- napięcie zasilania: 48 V ±10% z uziemionym biegunem dodatnim,
- bateria licznikowa: 48 V z uziemionym biegunem ujemnym,
- źródło prądu dzwonienia – napięcie: 80 V przy częstotliwości: 25 Hz,
- źródło sygnałów informacyjnych – generator tranzystorowy lub maszynowy: 400 Hz,
- natężenie ruchu generowane przez 1 000 abonentów: 67-150 erlangów.

Orientacyjne rozmiary central systemu Pentaconta:
- 6 000 numerów: powierzchnia sali stojaków 330 m², powierzchnia przełączalni 70 m²,
- 18 000 numerów: powierzchnia sali stojaków 650 m², powierzchnia przełączalni 120 m²,
- 36 000 numerów: powierzchnia sali stojaków 1 150 m², powierzchnia przełączalni 200 m².

Parametry stojaków:
- liczba ram stojaka: 4-7,
- wysokość: (2270 + (n-4) * 400) mm, gdzie n to liczba ram stojaka,
- szerokość: 1 305 mm / 1 015 mm / 725 mm,
- głębokość: 365 mm / 420 mm,
- ciężar: (90 + n * 80) kG, gdzie n to liczba ram stojaka.